# 黒谷研一
黒谷 研一（くろや けんいち、1946年12月19日 - ）は、日本の海事実業家。川崎汽船代表取締役社長を務めた。

## 人物・経歴
岐阜県大垣市出身。1969年関西学院大学経済学部卒業、川崎汽船入社。1997年定航部担当役員付部長。1998年コンテナ船事業担当役員付部長。1999年理事。2003年からシンガポール子会社の“K”LINE PTE LTDのマネージング ダイレクターを務めた。2010年に本社取締役を経ない異例の人事で川崎汽船の代表取締役社長に抜擢され、赤字のコンテナ船の立て直しにあたったが、2011年に「一身上の都合」を理由に退任した。